# Église de la Croix de Harju-Risti
L'église de la Croix (estonien : Risti kirik) ou église de Harju-Risti (estonien : Harju-Risti kirik) est une église luthérienne située à Harju-Risti dans la commune de Padise du comté de Harju en Estonie.

## Histoire
Une chapelle dédiée à la Sainte Croix est fondée vers 1330 par les moines de l'abbaye de Padise.
Après le soulèvement de la nuit de la Saint-George, sa construction est arrêtée et elle ne reprendra qu'au début du XVe siècle.
Durant la guerre de Livonie, l'église est endommagée.
Au XVIIe siècle, sa voûte s'effondre ainsi que des parties de la tour occidentale, provoquant son asymétrie actuelle.
L'Église héberge des pierres tombales du XVe siècle, la chaire de style renaissance due à Tobias Heinze et la plus ancienne cloche d'Estonie datant du XIVe siècle,.

## Galerie

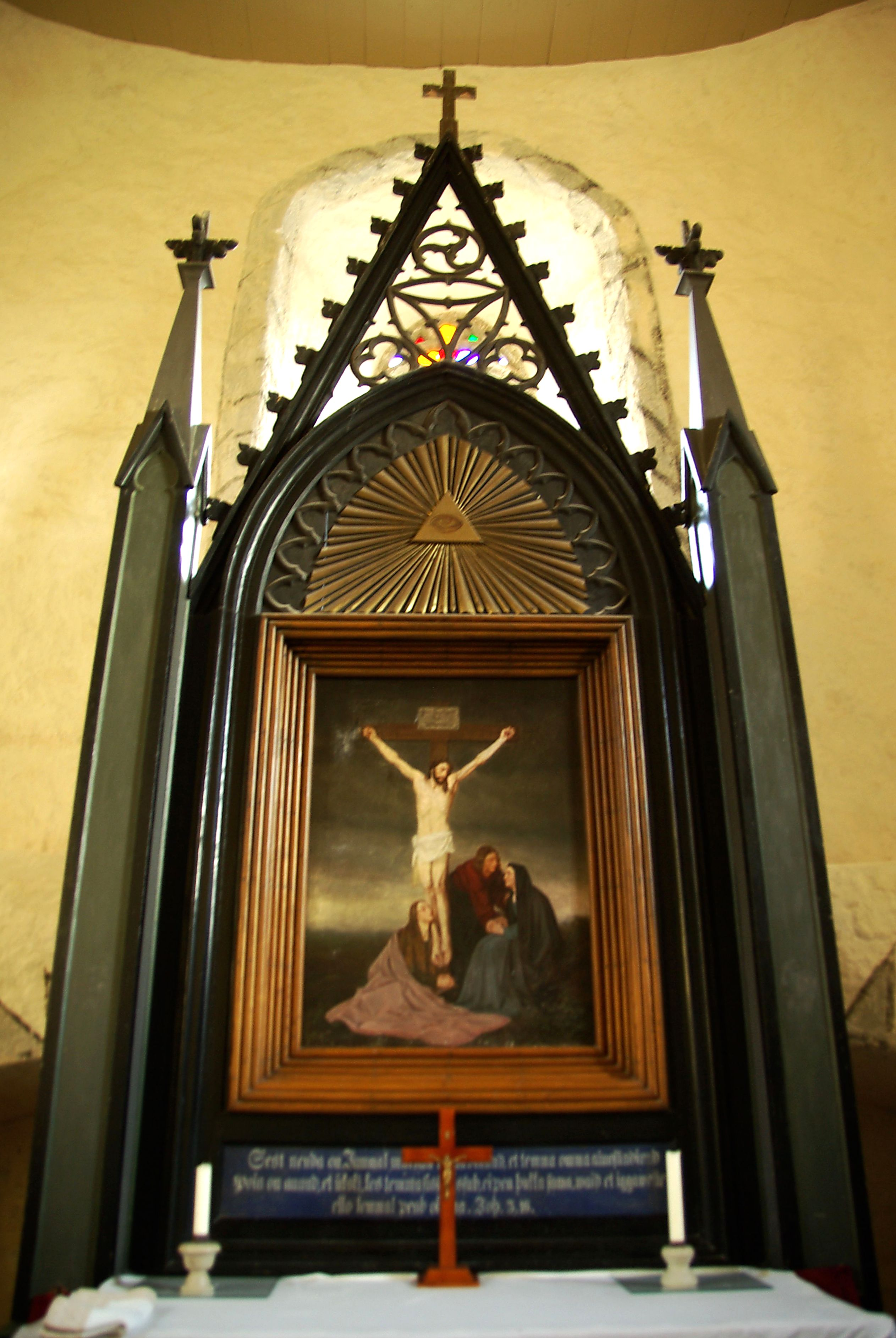
Retable.
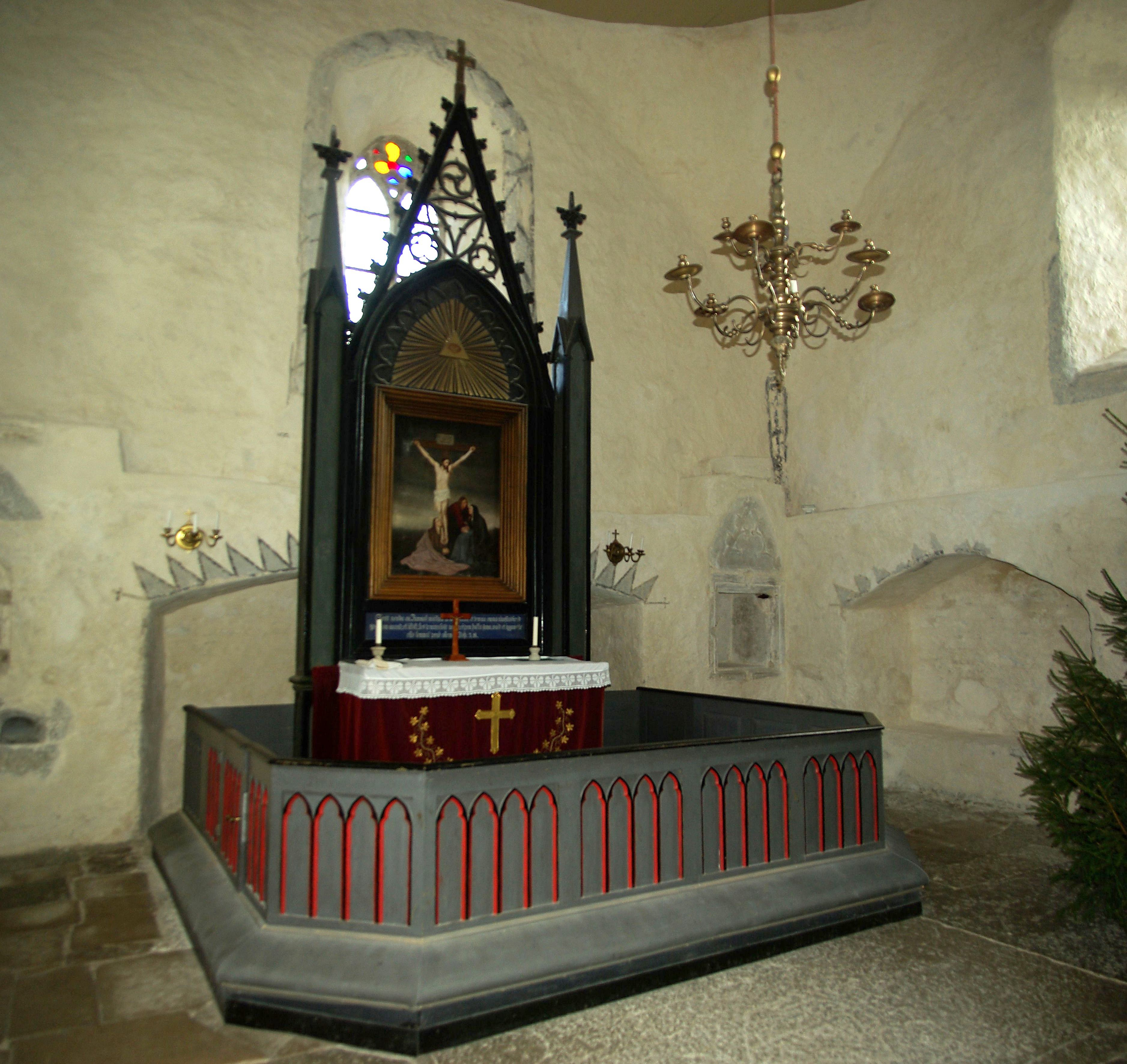
Autel
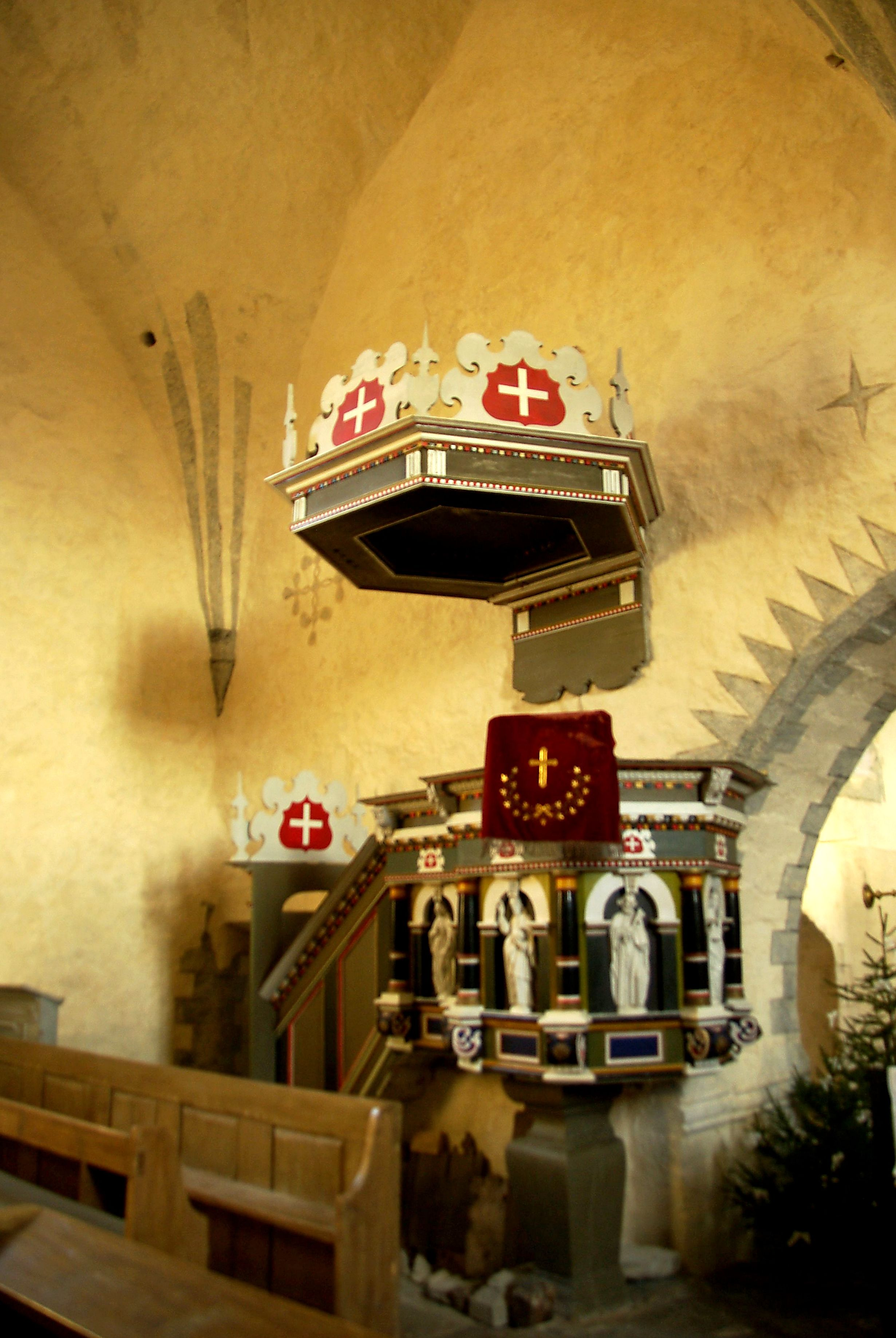
Chaire.
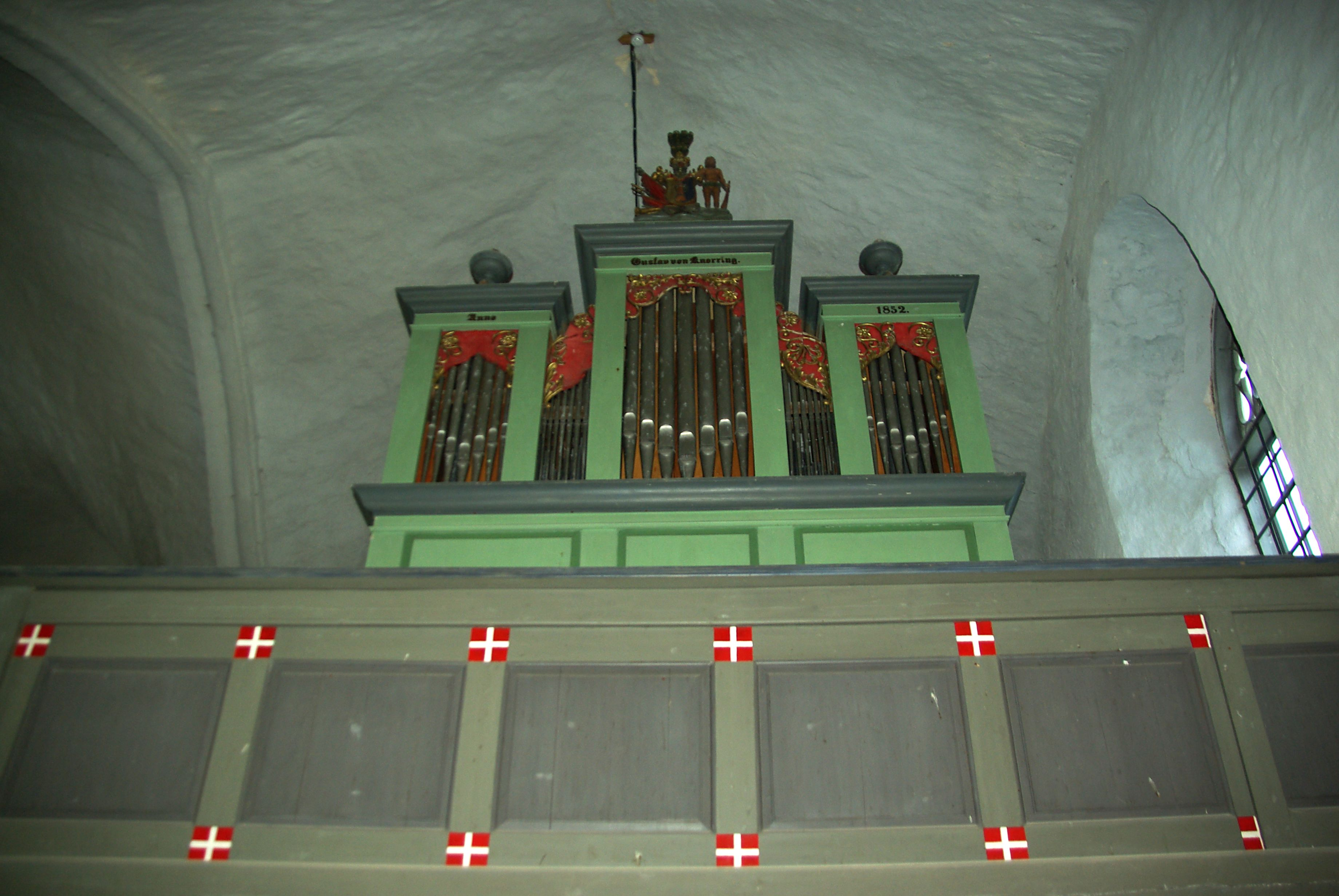
Orgue